# リーヴ・ホーム
『リーヴ・ホーム』（Leave Home）は、アメリカ合衆国のパンク・ロック・バンド、ラモーンズが1977年に発表した2作目のスタジオ・アルバム。

## 背景
「オー・オー・アイ・ラヴ・ハー・ソー」は、フレディ・キャノンの曲「パリセイズ・パーク」にインスパイアされた曲である。「ピンヘッド」でフィーチャーされている「ガバ、ガバ、ヘイ!」というチャントは、1932年公開の映画『フリークス』のワン・シーンからの影響で生まれた。
本作はトニー・ボンジョヴィ（ジョン・ボン・ジョヴィのはとこ）とトミー・ラモーンの共同プロデュースとなった。なお、トミーはデビュー前、ボンジョヴィの下で見習いエンジニアとして働いており、ジミ・ヘンドリックスのレコーディングに立ち会ったこともある。
初回盤LPの5曲目には「カーボナ・ノット・グルー」が収録されていたが、同年に発売されたアメリカ盤再発LP (SR 6031)では、同曲が外されて当時のシングル・ヒット曲「シーナはパンク・ロッカー」に差し替えられた。また、イギリス盤再発LP (9103-254)では、「カーボナ・ノット・グルー」の代わりに「ベイビーシッター」が収録された。

## 反響・評価
母国アメリカでは、本作がBillboard 200で148位に達し、シングル・ヒットは出なかった。ただし、同時期のシングル曲「シーナはパンク・ロッカー」はBillboard Hot 100で81位を記録している。
イギリスでは1977年4月23日付の全英アルバムチャートで45位となり、バンド初の全英チャート入りを果たした。また、全英シングルチャートでは「シーナはパンク・ロッカー」が22位に達し、続いて本作からシングル・カットされた「スワロウ・マイ・プライド」が36位を記録した。
マーク・デミングはオールミュージックにおいて5点満点中4.5点を付け「『リーヴ・ホーム』における演奏は、『ラモーンズの激情』以上にタイトかつ焦点が絞り込まれており、トミー・ラモーンのミニマリスト的なドラミングは、デビュー作には見られなかったスウィング感を得ている」「彼らの特に優れた、特に満足できるアルバムの一つ」と評している。また、ロバート・クリストガウは本作にAを付け「このジョークのパワー、機知、簡素さを愛する向きにとっては、もう一度聴いても楽しめることだろう」と評している。

## 収録曲
特記なき楽曲はラモーンズ作。
1. グラッド・トゥ・シー・ユー・ゴー - "Glad to See You Go" - 2:14
2. ギミ・ギミ・ショック・トリートメント - "Gimme Gimme Shock Treatment" - 1:44
3. アイ・リメンバー・ユー - "I Remember You" - 2:21
4. オー・オー・アイ・ラヴ・ハー・ソー - "Oh Oh I Love Her So" - 2:09
5. カーボナ・ノット・グルー - "Carbona Not Glue" - 1:55
6. スージー・イズ・ア・ヘッドバンガー - "Suzy Is a Headbanger" - 2:14
7. ピンヘッド - "Pinhead" - 2:45
8. アイ・ウォナ・ビー・ア・グッド・ボーイ - "Now I Wanna Be a Good Boy" - 2:16
9. スワロウ・マイ・プライド - "Swallow My Pride" - 2:10
10. ホワッツ・ユア・ゲーム - "What's Your Game" - 2:41
11. カリフォルニア・サン - "California Sun" (Henry Glover, Morris Levy) - 2:07
12. コマンド - "Commando" - 1:53
13. キル・ザット・ガール - "You're Gonna Kill That Girl" - 2:43
14. ネヴァー・オープンド・ザット・ドアー - "You Should Never Have Opened That Door" - 1:59

### 2001年リマスターCDボーナス・トラック
16.以降の曲は、1976年8月12日にハリウッドのロキシーで行われた公演のライヴ録音である。
1. ベイビーシッター - "Babysitter" - 2:49
2. ラウドマウス - "Loudmouth" - 2:08
3. ビート・オン・ザ・ブラット - "Beat on the Brat" - 2:35
4. ブリッツクリーグ・バップ - "Blitzkrieg Bop" - 2:13
5. アイ・リメンバー・ユー - "I Remember You" - 2:17
6. グラッド・トゥ・シー・ユー・ゴー - "Glad to See You Go" - 2:03
7. チェイン・ソウ - "Chain Saw" - 1:51
8. 53rd & 3rd - "53rd & 3rd" - 2:27
9. アイ・ウォナ・ビー・ユア・ボーイフレンド - "I Wanna Be Your Boyfriend" - 2:22
10. ハヴァナ・アフェアー - "Havana Affair" - 1:53
11. リッスン・トゥ・マイ・ハート - "Listen to My Heart" - 1:47
12. カリフォルニア・サン - "California Sun" - 1:58
13. ジュディ・イズ・ア・パンク - "Judy Is a Punk" - 1:23
14. ウォーク・アラウンド・ウィズ・ユー - "I Don't Wanna Walk Around with You" - 1:31
15. トゥモロウ・ザ・ワールド - "Today Your Love, Tomorrow the World" - 2:52
16. スニッフ・サム・グルー - "Now I Wanna Sniff Some Glue" - 1:28
17. レッツ・ダンス - "Let's Dance" (Jim Lee) - 2:06

## 参加ミュージシャン
- ジョーイ・ラモーン - ボーカル
- ジョニー・ラモーン - ギター
- ディー・ディー・ラモーン - ベース
- トミー・ラモーン - ドラムス